# Melinaea scylax
Melinaea scylax är en fjärilsart som beskrevs av Osbert Salvin 1871. Melinaea scylax ingår i släktet Melinaea och familjen praktfjärilar. Inga underarter finns listade i Catalogue of Life.

## Bildgalleri

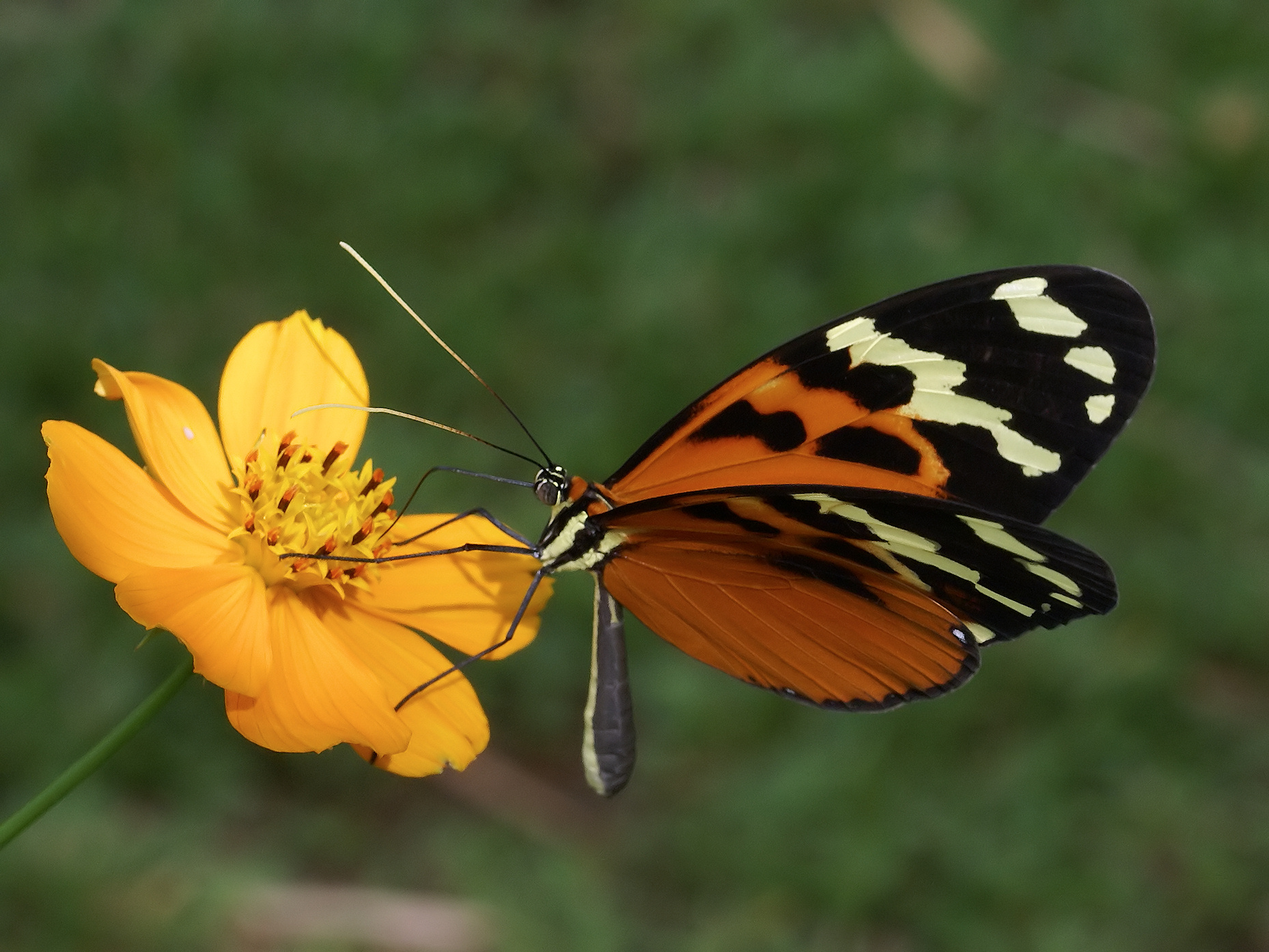
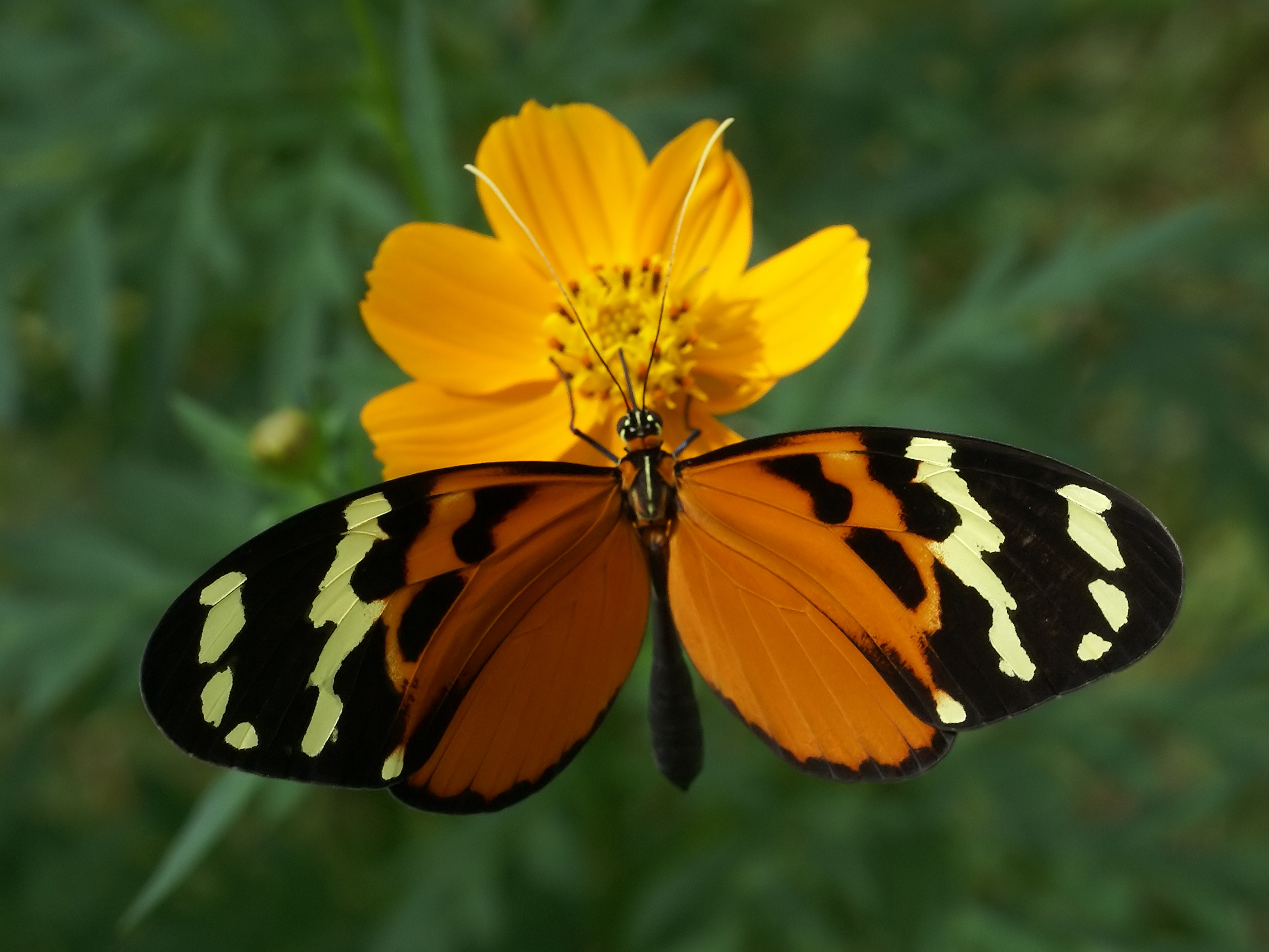